# Winter Vacation
Winter Vacation (Han jia) è un film del 2010 diretto da Hongqi Li.

## Riconoscimenti
- Pardo d'Oro 2010 al Festival del cinema di Locarno